# Xenorma australis
La Xenorma australis es una polilla de la familia Notodontidae. Fue descrita por Prout en 1918. Se encuentra en Brasil.